# Драма (фільм, 2026)
«Драма» (англ. The Drama) — майбутній американський романтичний комедійно-драматичний фільм, написаний і знятий Крістоффером Борглі. Головні ролі зіграли Зендая та Роберт Паттінсон.

## Акторський склад
| Актор            | Роль |
| ---------------- | ---- |
| Зендая           |      |
| Роберт Паттінсон |      |
| Мамуду Аті       |      |
| Алана Хаїм       |      |

## Виробництво
У серпні 2024 року стало відомо, що сценаристом і режисером фільму виступить Крістоффер Борглі, продюсерами — Арі Астер, Ларс Кнудсен і Тайлер Кампеллоне під егідою A24, а Зендая та Роберт Паттінсон виконають головні ролі. У жовтні 2024 року до акторського складу приєдналися Мамуду Аті та Алана Хаїм.

### Зйомки
Основні зйомки розпочалися 21 жовтня 2024 року у Великій Британії, та завершилися у грудні того ж року. Серед локацій зйомок також були Бостон  та Луїзіана.